# Patricia Brocker
Patricia Brocker (7 de abril de 1966) é uma ex-futebolista alemã que atuava como atacante.

## Carreira
Patricia Brocker representou a Seleção Alemã de Futebol Feminino, nas Olimpíadas de 1996. 